# Prix Roger de Spoelberch

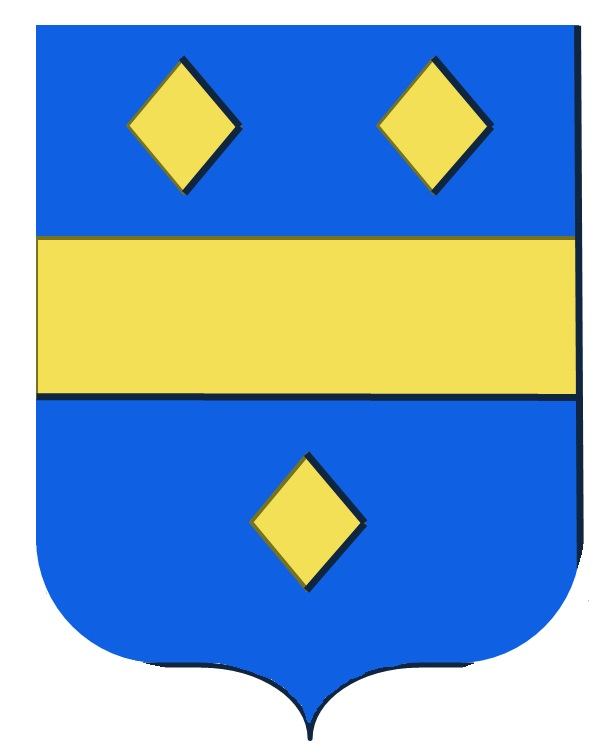
Wappen der Familie De Spoelberch

Der Prix Roger de Spoelberch ist ein Schweizer Wissenschaftspreis auf dem Gebiet neurodegenerativer und psychiatrischer Erkrankungen. Er wird von der Fondation Roger de Spoelberch mit Sitz in Genf vergeben und ist – Stand 2017 – mit 750.000 Euro dotiert. Der Preis erinnert an Roger de Spoelberch (1875–1950), Mitglied der niederländisch-belgischen Adels- und Industriellenfamilie De Spoelberch und Bürgermeister von Londerzeel in Flämisch-Brabant.

## Preisträger
- 2009 – Pierre Vanderhaeghen: Study of the mechanisms of the development of the cerebral cortex, from stem cells to circuits, in health and disease.
- 2010 – Pierre Gressens: La recherche du Professeur Pierre Gressens porte sur la compréhension des mécanismes responsables des lésions cérébrales du nouveau-né et sur la mise en évidence de nouvelles stratégies pour protéger le cerveau de ces nouveau-nés.
- 2011 – Alexis Brice: Elucidation of the genetic basis of neurodegenerative diseases.
- 2012 – Stanislas Dehaene: Signatures of consciousness: From theory to clinical applications in coma and vegetative patients.
- 2013 – Andreas Meyer-Lindenberg: Advancing treatment discovery in schizophrenia through functionally relevant neuronal intermediate phenotypes.
- 2014 – Oscar Marin: Understanding the aetiology of neuropsychiatric illness trough neural circuit interrogation in animal models.
- 2015 – Franck Polleux: Cellular and molecular mechanisms underlying the development, maintenance and evolution of cortical connectivity.
- 2016 – Magdalena Götz: The Götz lab works on the mechanisms of neurogenesis and applies these after brain injury towards replacing degenerated neurons and improving scar formation.
- 2017 – David Rubinsztein: Which Mendelian neurodegeneration-causing genes impact autophagy?
- 2018 – Frank Bradke: Axon Growth and Regeneration
- 2019 – Bassem Hassan: The Amyloid Precursor Protein in neuronal development, homeostasis and demise
- 2020 – Thomas Bourgeron: Genetic Diversity and Brain Connectivity in Neuropsychiatry
- 2021 – Rosa Cossart: Mise en place des circuits de la mémoire au cours du développement normal et pathologique
- 2022 – Grégoire Courtine: Mechanisms through which electrical spinal cord stimulation alleviates motor and autonomic dysfunctions after neurotrauma and neurodegenerative disorders
- 2023 – Denis Jabaudon: Development and plasticity of the neocortex
- 2024 – Sonia Garel[1]